# Musse Scheel
Asta Maria Andrea Scheel (født Bruun, 17. juli 1868 i København, død 13. december 1944 på Kommunehospitalet, sammesteds), bedre kendt som Musse Scheel, var eneste datter og arvtager til legationsråd F.C. Bruun. Musse Scheel havde forsøgt sig som skuespillerinde, men var mest kendt af samtiden for sine store armbevægelser, filterløse natur og lejlighedsvist aparte holdninger, der gjorde hende til kendt medieperson i 1920'ernes og 1930'ernes København.